# Alila (société)
Alila est une société immobilière lyonnaise spécialisée dans le logement social Créée en 2004, elle est mise en liquidation judiciaire en octobre 2024.

## Activités
Alila est un promoteur immobilier privé, spécialisé dans le secteur du logement conventionné et intermédiaire. L’entreprise intervient sur toute la chaîne des programmes immobiliers : identification du foncier, développement, planification, construction, livraison.
Le groupe s’est développé dans sa région d’origine de Rhône-Alpes à travers la vente en VEFA de programmes de logements aux organismes sociaux, collecteurs du 1% logement et institutionnels. Les programmes immobiliers d’Alila sont ainsi vendus à ses clients « avant même d’avoir lancé le premier coup de pioche ».
Les logements construits par Alila sont majoritairement destinés au parc locatif, mais 30% d’entre eux environ visent l’accession sociale type PSLA (tva à taux réduit 5.5 %, exonération de taxe foncière pendant 15 ans etc.).

## Histoire
L'entreprise est créé à Lyon en 2004 par Hervé Legros,,.
En 2016, Alila signe un partenariat avec l'Olympique Lyonnais et son logo est présent  sur le maillot. Il prend fin en 2024 à la suite des ennuis financiers de la société,.

En 2024, après qu'une procédure de sauvegarde ait été actée, le Tribunal de commerce de Lyon prononce la liquidation de sa filiale de gestion. Une procédure de sauvegarde accélérée avait été préalablement refusée.